# La Véritable Histoire de Ah Q (film)
Pour plus de détails, voir Fiche technique et Distribution.
La Véritable Histoire de Ah Q (阿Ｑ正傳, Ā Q Zhèngzhuàn) est un film chinois réalisé par Cen Fan, sorti en 1981.

## Synopsis
Ah Q est un pauvre intérimaire de la petite ville de Wei Zhuang. Il crée souvent des problèmes qui le mettent dans des situations périlleuses.

## Fiche technique
- Titre : La Véritable Histoire de Ah Q
- Titre original : 阿Ｑ正傳 (Ā Q Zhèngzhuàn)
- Réalisation : Cen Fan
- Scénario : Chen Baichen d'après un roman de Lu Xun
- Musique : Wang Yunjie
- Photographie : Chen Zhenxiang
- Société de production : Shanghai Film Studio
- Pays :  Chine
- Genre : Drame
- Durée : 125 minutes
- Dates de sortie : 
  -  Chine : 1981
  -  France : 17 décembre 1986

## Distribution
- Yan Shunkai : Ah Q
- Li Wei : maître Zhao
- Jin Yikang : le faux démon étranger
- Wang Suya : Wu Ma
- Zhang Youyun : la petite nonne
- Li Dingbao : Lu Xun
- Yang Baohe : le responsable du magasin
- Bao Fuming :le fils de maître Zhao
- Chen Xi : le candidat Bai
- Chi Guangyao : le magistrat du district
- Liang Ming : la vieille nonne
- Ni Yilan : Zou Qi Sao
- Wen Xiying : l'homme fort
- Xiao Ling Tong Liu : Xia Yu
- Zhu Sha : Mlle. Zhao

## Distinctions
Le film a été présenté en sélection officielle en compétition au Festival de Cannes 1982.